# Drahokam

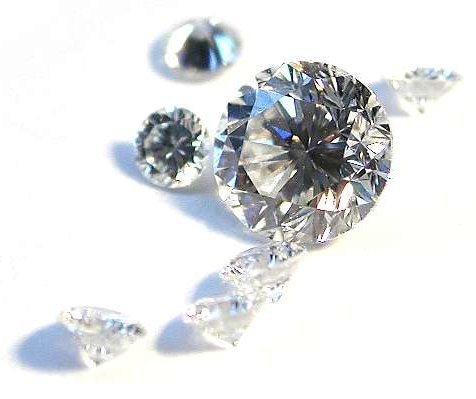
Diamanty s briliantovým brusem

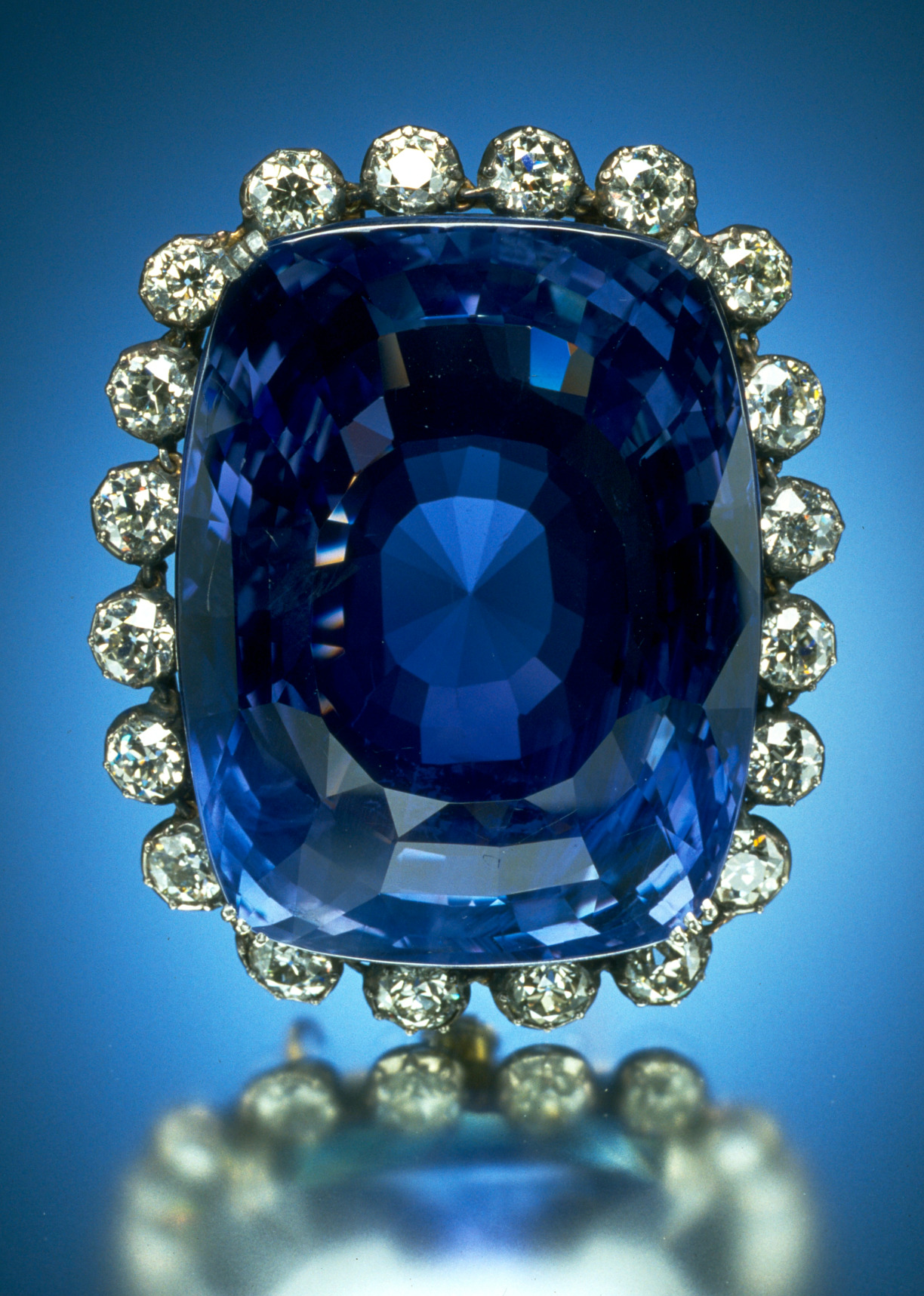
Safír Logan, 16 karátový, v broži s věnečkemn diamantů s briliantovým brusem; Přírodovědecké muzeum Washington

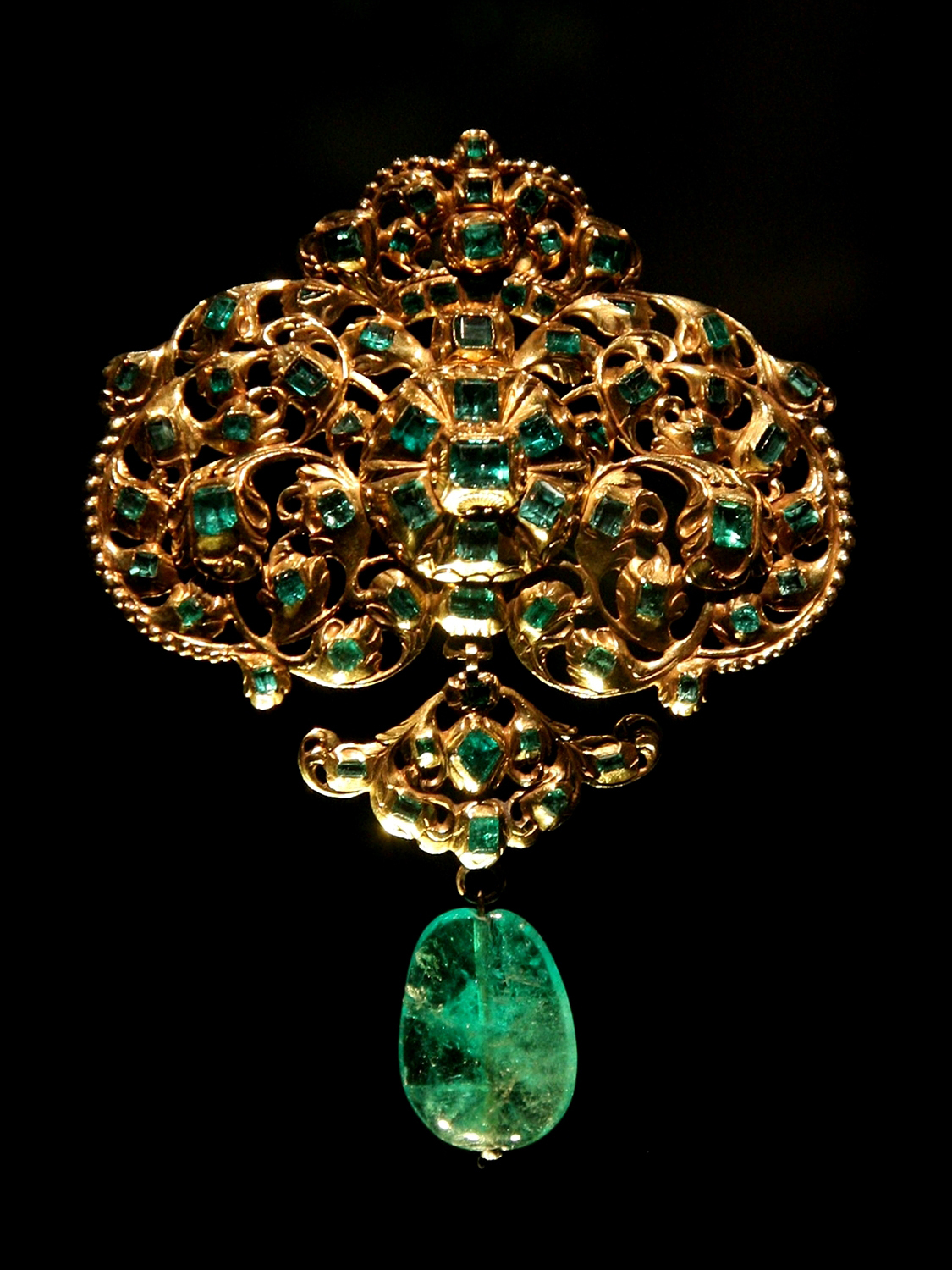
Španělský šperk s kolumbijskými smaragdy

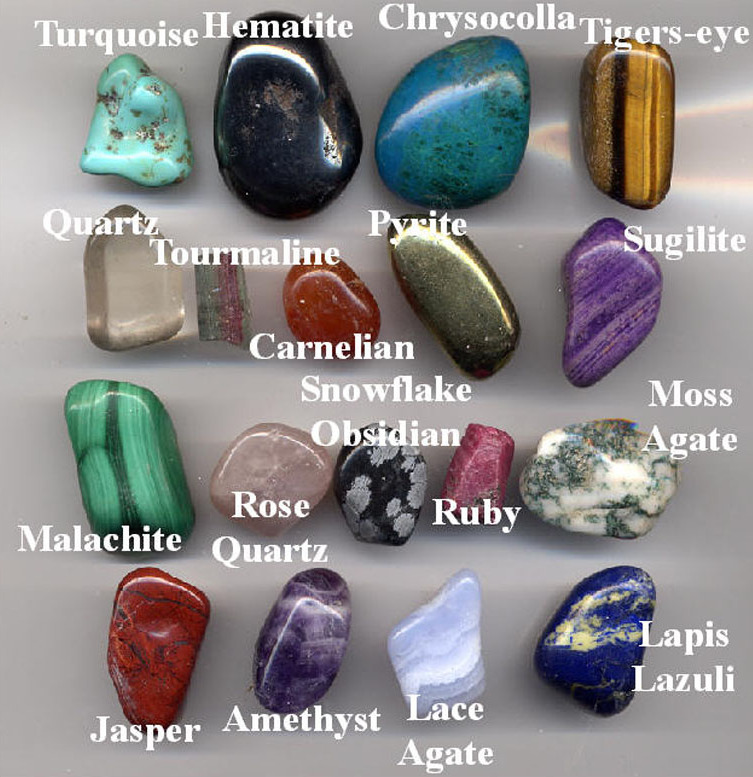
Výběr běžných šperkových kamenů podle barvy

Drahokam či drahý kámen (z latiny Lapis preciosus, angl. Precious stone) je minerál (nerost), ceněný pro své výjimečné fyzikální a estetické vlastnosti a používaný k ozdobným účelům, k reprezentaci anebo k tezauraci majetku.

## Termíny
Synonyma pro drahokam, užívaná ve šperkařství a glyptice, jsou termíny polodrahokam (angl. semiprecious stone) nebo dekorativní kámen (decorative stone). K drahokamům se řadí také vulkanické sklo (vltavín) a organické materiály jako jantar, mořský korál nebo perly.

## Původ a výskyt
Podle geologického původu se drahokamy, stejně jako ostatní minerály, dělí na magmatické, metamorfované a sedimentované.

## Naleziště
- Primárním nalezištěm je tzv. matečná hornina, z níž se drahokamy těží. Povrchová těžba se provádí kopáním krumpáčem (například pyropy), hloubková těžba probíhá v kopaných a pažením zpevněných šachtách nebo ve štolách.
- V sekundárních nalezištích (říční a mořské náplavy, pouštní písky, zvětralé horniny) se drahokamy získávají povrchovým sběrem, roztloukáním kladivem nebo plavením v sítech.

## Hodnotící kritéria drahokamů
- Podle tradiční definice musí drahokam být varietou minerálu s výjimečnými vlastnostmi: tvrdostí (v desetistupňové Mohsově stupnici tvrdosti zaujímá horní polovinu, od 5. do 10. stupně) a musí být průhledný či průsvitný.

Kritéria hodnocení se původně uplatňovala pro diamant, gemologové je užívají také pro další drahokamy: označují se „čtyři cé“ podle anglického názvosloví: Carat = hmotnost v metrických karátech, Colour = barva, tj. zabarvení. U diamantů není žádoucí sytá barevnost, bezbarvý (bílý) diamant nejlépe odráží světlo. Oproti tomu u jiných drahokamů se sytost zbarvení oceňuje (zejména je-li vzácná, jako u smaragdu nebo safíru); Clarity = vnitřní čistota, tj. minimální poruchy jako jehlice, pérka, praskliny či krystalky jiných drahokamů; Cut = brus, tj. počet a přesnost plošek (facet) výbrusu, jež zapříčiňuje dokonalost odrazu světla, měřenou indexem lomu, tedy jeho lesk.
- V soudobém šperkařství a glyptice se k drahokamům řadí také polodrahokamy a dekorativní kameny, které mají v Mohsově stupnici číslo 2. až 5. a jsou neprůsvitné (opakní), jako například malachit, tyrkys, alabastr.
- vzácnost v přírodě

## Opracování
1) štípání podle krystalické mřížky; 2) leštění a tvarování: leštěný valounek drahokamu se nazývá kabošon (z franc. cabochon, německy mugl); strojní leštění se provádí ve vibrační, odstředivé omílací nebo rotační leštičce, tradiční je otloukání a ohlazování kamínků o sebe navzájem (tzv. tromlování v koženém pytli), 3) broušení do symetrických tvarů s ploškami (facetami) a hranami: podle počtu facet se brusy nazývají: tabulkovec (má po stranách tabulky facety, speciální typ tabulkovce je smaragdový brus), polštářový brus, kapka, bageta či ovísek, routa, markýz(a), srdčitý, a další; nejdokonalejší je briliantový brus, který se používá u drahokamů stejně jako u skla. 4) řezání: u drahokamů, které se nacházejí ve velkých formátech; řezáním nádob z drahokamů se zabývá glyptika; 5) rytí: rytím reliéfů, symbolů či písmen se zdobí drobné drahokamy, užívané ve šperku, zejména do pečetních prstenů, nazývají se gemy.

## Cena
Hodnota drahokamu se nemusí rovnat jeho tržní ceně. Závisí především na výše popsaných kritériích kvality, a dále na vzácnosti výskytu v přírodě. Cenu drahokamů může ovlivňovat také existence jejich syntetických napodobenin (místo diamantu je v posledních desetiletích oblíbená průmyslově vyráběná cubic zirconia neboli zirkonia, od počátku 20. století se často užívá syntetický rubín, v současnosti také safír, akvamarín a všechny další). Cena drahokamu ve šperku závisí také na momentální módě: v posledních letech se více cení velikost drahokamů na úkor klenotnického zpracování.

## Výběr drahokamů podle tvrdosti
- 10. diamant – často bezbarvý nebo žlutý, existuje však ve všech barevných varietách; JAR, střední Afrika, Sibiř, Brazílie)
- 9. skupina drahokamových odrůd korundu:
  - safír; modrý; Barma, Srí Lanka; oranžové a žluté jsou levnější, oranžové padparádža naopak velmi ceněné; bezbarvý je leukosafír
  - rubín (červený; Barma, Srí Lanka cení se mnohem výše než z Afriky, Vietnamu, Kambodži a Thajska, Afghánistánu a tu a tam Kašmíru)
  - topaz
- 8. spinel (různých barev, např.: fialová, modrá, bílá);Tanzanie, Srí Lanka, Tádžikistán, Barma, Česká republika; často v korunovačních klenotech); mísí se s dalšími drahokamy: balasrubín, rubínspinel, safírspinel, ametystspinel, almandinspinel.
- 7,5 až 8. skupina berylu (odrůdy):
  - smaragd (nejcennější sytě zelený; Kolumbie, Pákistán, Egypt, Rusko – Ural, Afrika
  - akvamarín, drahocenný zelenomodré až blankytně modré barvy,
  - heliodor (odrůda berylu) zlatožlutý,
  - morganit červený a růžový, vorobjevit
- 7 až 7,5. skupina granátů: pyrop, almandin, pyralmandin a další
- 7. skupina křemenu:
  - ametyst; nejvalitnější brazilský je sytě fialový a průhledný, český je méně cenný – zakalený
  - Křišťál; bezbarvý, někdy se pro odlišení od křišťálového skla nazývá horský křišťál
  - záhněda; zabarvený do hněda nebo kouřový;
- 6. až 7. chalcedon: mléčně zakalený
  - achát
  - onyx, sardonyx proužkovaný
  - chryzopras zelený
  - jaspis sytě zbarvený, neprůsvitný
- 5,5 až 6,5. drahý opál (pestrobarevný; Mexiko, Austrálie, Slovensko)